# Jimmy Miller
James Miller, detto Jimmy (Brooklyn, 23 marzo 1942 – Denver, 22 ottobre 1994), è stato un produttore discografico e tastierista statunitense.
Produsse dozzine di dischi tra la metà degli anni sessanta e l'inizio degli anni novanta, inclusi album importanti di gruppi come Blind Faith, Traffic, Plasmatics, Motörhead, The World Bank e Primal Scream. Divenne celebre soprattutto per il lungo periodo di collaborazione con i Rolling Stones, per i quali produsse una sequenza di album ritenuti il vertice artistico della band: Beggars Banquet (1968), Let It Bleed (1969), Sticky Fingers (1971), Exile on Main St. (1972) e Goats Head Soup (1973).

## Carriera
Prima di lavorare con i Rolling Stones, Miller guadagnò notorietà producendo successi dello Spencer Davis Group come i brani Gimme Some Lovin' e I'm a Man, che Miller co-scrisse insieme al cantante e tastierista del gruppo, Steve Winwood. In aggiunta al suo lavoro di produzione per gli album dei Traffic, altro gruppo di Winwood, Miller contribuì anche al testo della loro canzone Medicated Goo. Infine, Miller produsse anche l'unico album del supergruppo di Clapton/Winwood, i Blind Faith.
Dopo la collaborazione con i Blind Faith, Miller co-produsse (insieme a Delaney Bramlett) l'album On Tour with Eric Clapton di Delaney & Bonnie, registrato dal vivo a Croydon, Gran Bretagna, il 7 dicembre 1969.
Batterista oltre che produttore, Miller era conosciuto per il caratteristico suono delle percussioni che distinguevano le sue produzioni, specialmente nei dischi degli Stones da lui prodotti, nei quali occasionalmente suonò qualche percussione come nella celebre intro al campanaccio di Honky Tonk Women, e la batteria in You Can't Always Get What You Want, Happy, Tumbling Dice e Shine a Light. La premiata collaborazione con i Rolling Stones ebbe termine nel 1973, quando Jagger e Richards ritennero che Miller fosse ormai troppo "fatto" di droga ed alcol per poter continuare a lavorare con loro in maniera professionalmente valida.
Dopo un periodo di pausa, Miller tornò a lavorare verso la fine del decennio producendo due dischi dei Motörhead (Overkill e Bomber), per poi lavorare sporadicamente con Johnny Thunders nel corso degli anni ottanta. Tornò finalmente sotto la luce dei riflettori nel 1991 grazie al lavoro di produzione svolto per i Primal Scream sul loro celebre album Screamadelica.

## Vita privata
Il padre di Miller, Bill, era un promoter di Las Vegas, e fu l'uomo che scritturò Elvis Presley per il suo ritorno sulle scene del 1969 all'International Hotel.
Jimmy Miller ha avuto una figlia, la cantante rock Deena Miller, che fa parte (insieme a Gayle Shepherd) del gruppo delle Shepherd Sisters. Miller e la sua seconda moglie, Geri, ebbero un figlio, Michael (morto in seguito all'età di 33 anni).

## Morte
Jimmy Miller morì nell'ottobre 1994, all'età di 52 anni, a causa di una grave forma di insufficienza epatica.

## Album prodotti da Jimmy Miller (parziale)
| Anno | Artista                  | Titolo album             |
| ---- | ------------------------ | ------------------------ |
| 1967 | Traffic                  | Mr. Fantasy              |
| 1968 | Traffic                  | Traffic                  |
| 1968 | Rolling Stones           | Beggars Banquet          |
| 1969 | Traffic                  | Last Exit                |
| 1969 | Rolling Stones           | Let It Bleed             |
| 1969 | Blind Faith              | Blind Faith              |
| 1970 | Ginger Baker's Air Force | Ginger Baker's Air Force |
| 1971 | Rolling Stones           | Sticky Fingers           |
| 1972 | Rolling Stones           | Exile on Main St.        |
| 1972 | Kracker                  | La Familia               |
| 1973 | Rolling Stones           | Goats Head Soup          |
| 1973 | Kracker                  | Kracker Brand            |
| 1979 | Motörhead                | Overkill                 |
| 1979 | Motörhead                | Bomber                   |
| 1991 | Primal Scream            | Screamadelica            |